# Carralcova
Carralcova ist ein Ort und eine ehemalige Gemeinde (Freguesia) im nordportugiesischen Kreis Arcos de Valdevez. In der Gemeinde lebten 131 Einwohner (Stand 30. Juni 2011).
Am 29. September 2013 wurden die Gemeinden Carralcova und Grade zur neuen Gemeinde União das Freguesias de Grade e Carralcova zusammengefasst.